# Сапіна

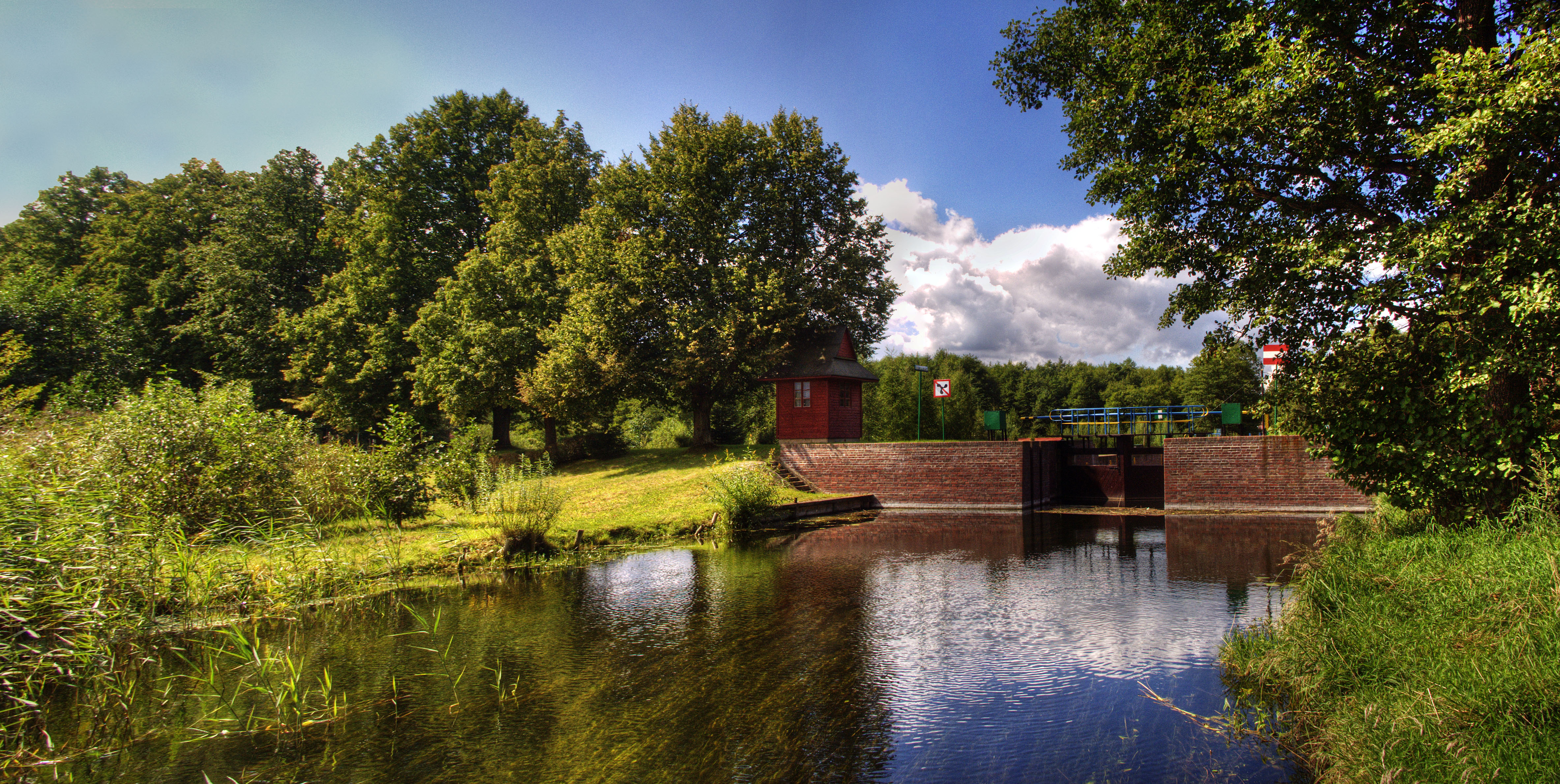
Шлюз на Сапіні недалеко від Пшерванок

Сапі́на (пол. Sapina) — річка в Польщі, у Вармінсько-Мазурському воєводстві, притока Анграпи. Довжина 47,6 км, ширина — до 20 м, глибина — до 1 м.
Річка бере свій початок у Борецькій Пущі, (але деякі дослідники вважають, що витік розташований в околицях села Спитково) і з'єднує такі озера: Боцвінка, Живи, Солтмани, Живки, Чорне, Круклін, Пательня, Ґолдапіво, Вількус (з його затокою озером Бржонс), Позездже, Стренгель, і в кінці озеро Свенцайти. Притокою є річка Бобрувка, що починається біля села Кути. Бобрувка протікає через два озера: Чорна Кута (Czarna Kuta) і Глибока Кута (Głęboka Kuta) і впадає в озеро Стренгель.
На річці зберігся збудований 1910 року шлюз Пшерванки (біля села Пшерванки). Його призначенням було регулювання рівня води на озері Ґолдапіво, створення водного резервуару на потреби Мазурського каналу. Шлюз має довжину 25 метрів, ширину 4 метри, рівень води в греблі 1 м.
Вітрильна траса на Сапіні від озера Свенцайти до озера Ґолдапіво має 29 км у довжину, а байдаркова доходить далі, до озера Круклін, і має довжину 34 кілометри.